# الموروث الشعبي في السرد العربي (كتاب)
الموروث الشعبي في السرد العربي هو عنوان كتاب للكاتب السعودي محمد عزيز العرفج صدر عن المجلة العربية في عام 2013 م

## مضمون الكتاب
الكتاب يناقش الموروث الشعبي من روايات وكتابات لسعوديين وعرب ، وأهمية الموروث الشعبي والثقافة التقليدية لما لها من فائدة علمية وقيمة فنية لأي أمة تعتز بمكونات ذاتها....ويبين الكتاب أن العديد من نصوص الموروث الشعبي وحكاياته في بيئته السعودية تقترب من نصوص لقامات ابداعية عالمية وعربية حيث تتشابه فيها اللغة والبنية والحبكة وانماط السرد لافتا إلى أن قصص الأطفال وحكاياتهم الشفوية التي جرى جمعها وتوثيقها تكاد تتناغم في خطابها الفكري والجمالي مع حكايات وقصص الادب العالمي ولئن تضمنت حوارات تمزج بين العامية والفصحى.
وتضمن الكتاب تشديداً على أهمية دراسة الأدب الشعبي والفنون التقليدية المجتمعية التي تعد - حسب تعبير المؤلف - ظاهرة حضارية تدل على مستوى الوعي والرقي الثقافي
رصد الكتاب تهرب الصحف السعودية الجديدة والتي صدرت بعد العام 2000م من إفراد صفحات تعنى بالموروث الشعبي، من باب ترفعهم باسم الحداثة، برغم أن لأغلبهم دراسات يستشهدون بها من الفلاسفة القدماء الذين تنتمي كتابتهم إلى الموروث الشعبي .
| فصول الكتاب                                                              |
| ------------------------------------------------------------------------ |
| ـــــــــــــــــــــــــــــــــــــــــــــــتصفح الكتاب مباشرةً من هنا |
| الفصل الأول : الاهتمام بالمأثور الشعبي والثقافة التقليدية.               |
| الفصل الثاني: دور الرسائل الأكاديمية في خدمة الموروث الشعبي..            |
| الفصل الثالث: الحكاية الشعبية والموروث الشفاهي.                          |
| الفصل الرابع: الرواية.                                                   |